# Ronde van Spanje 2022/Eerste etappe
De eerste etappe van de Ronde van Spanje 2022 werd verreden op 19 augustus in de stad Utrecht. Het betrof een ploegentijdrit over 23,3 kilometer. De etappe werd gewonnen door Team Jumbo-Visma, waarbij Robert Gesink als eerste over de finish kwam en zo de leiderstrui veroverde.

## Uitslag
| Utrecht – Utrecht (23,3 km) |                         |  |        |
| Winnaar                     | Team Jumbo-Visma        |  | 24'40" |
| 2                           | INEOS Grenadiers        |  | + 13"  |
| 3                           | Quick Step-Alpha Vinyl  |  | + 14"  |
| 4                           | Team BikeExchange Jayco |  | + 31"  |
| 5                           | UAE Team Emirates       |  | + 33"  |
| 6                           | Groupama-FDJ            |  | + 38"  |
| 7                           | BORA-hansgrohe          |  | + 41"  |
| 8                           | Trek-Segafredo          |  | + 42"  |
| 9                           | Bahrain-Victorious      |  | z.t.   |
| 10                          | Movistar Team           |  | + 43"  |

| Algemeen klassement |                 |                        |        |
| Plaats              | Naam            | Ploeg                  | Tijd   |
| Rode trui           | Robert Gesink   | Team Jumbo-Visma       | 24'40" |
| 2                   | Primož Roglič   | Team Jumbo-Visma       | z.t.   |
| 3                   | Chris Harper    | Team Jumbo-Visma       | z.t.   |
| 4                   | Sepp Kuss       | Team Jumbo-Visma       | z.t.   |
| 5                   | Rohan Dennis    | Team Jumbo-Visma       | z.t.   |
| 6                   | Edoardo Affini  | Team Jumbo-Visma       | z.t.   |
| 7                   | Sam Oomen       | Team Jumbo-Visma       | z.t.   |
| 8                   | Mike Teunissen  | Team Jumbo-Visma       | z.t.   |
| 9                   | Ethan Hayter    | INEOS Grenadiers       | + 14"  |
| 10                  | Richard Carapaz | INEOS Grenadiers       | z.t.   |
|                     |                 |                        |        |
| 16                  | Remco Evenepoel | Quick Step-Alpha Vinyl | + 14"  |

## Nevenklassementen
| Jongerenklassement |                  |                        |        |
| Plaats             | Naam             | Ploeg                  | Punten |
| Witte trui         | Ethan Hayter     | INEOS Grenadiers       | 24'53" |
| 2                  | Pavel Sivakov    | INEOS Grenadiers       | z.t.   |
| 3                  | Carlos Rodríguez | INEOS Grenadiers       | z.t.   |
| 4                  | Luke Plapp       | INEOS Grenadiers       | z.t.   |
| 5                  | Remco Evenepoel  | Quick Step-Alpha Vinyl | + 1    |
|                    |                  |                        |        |
| 25                 | Thymen Arensman  | Team DSM               | + 40   |

| Ploegenklassement |                         |        |
| Plaats            | Ploeg                   | Tijd   |
|                   | Team Jumbo-Visma        | 24'40" |
| 2                 | INEOS Grenadiers        | + 13"  |
| 3                 | Quick Step-Alpha Vinyl  | + 14"  |
| 4                 | Team BikeExchange Jayco | + 31"  |
| 5                 | UAE Team Emirates       | + 33"  |

## Trivia
- Met de start van de Ronde van Spanje in 2022 is Utrecht de eerste stad geworden die alle drie de grote wielerrondes mocht verwelkomen. In 2010 was Utrecht de aankomst van de tweede etappe van de Ronde van Italië en in 2015 was Utrecht het decor van de start van de Ronde van Frankrijk met een individuele tijdrit door de stad en de start van de tweede etappe.[1]

1e etappe ·
2e etappe ·
3e etappe ·
4e etappe ·
5e etappe ·
6e etappe ·
7e etappe ·
8e etappe ·
9e etappe ·
10e etappe ·
11e etappe ·
12e etappe ·
13e etappe ·
14e etappe ·
15e etappe ·
16e etappe ·
17e etappe ·
18e etappe ·
19e etappe ·
20e etappe ·
21e etappe
Startlijst · Eindstanden · Afbeeldingen